# Jardín Botánico de Plantas Medicinales de Gombrèn

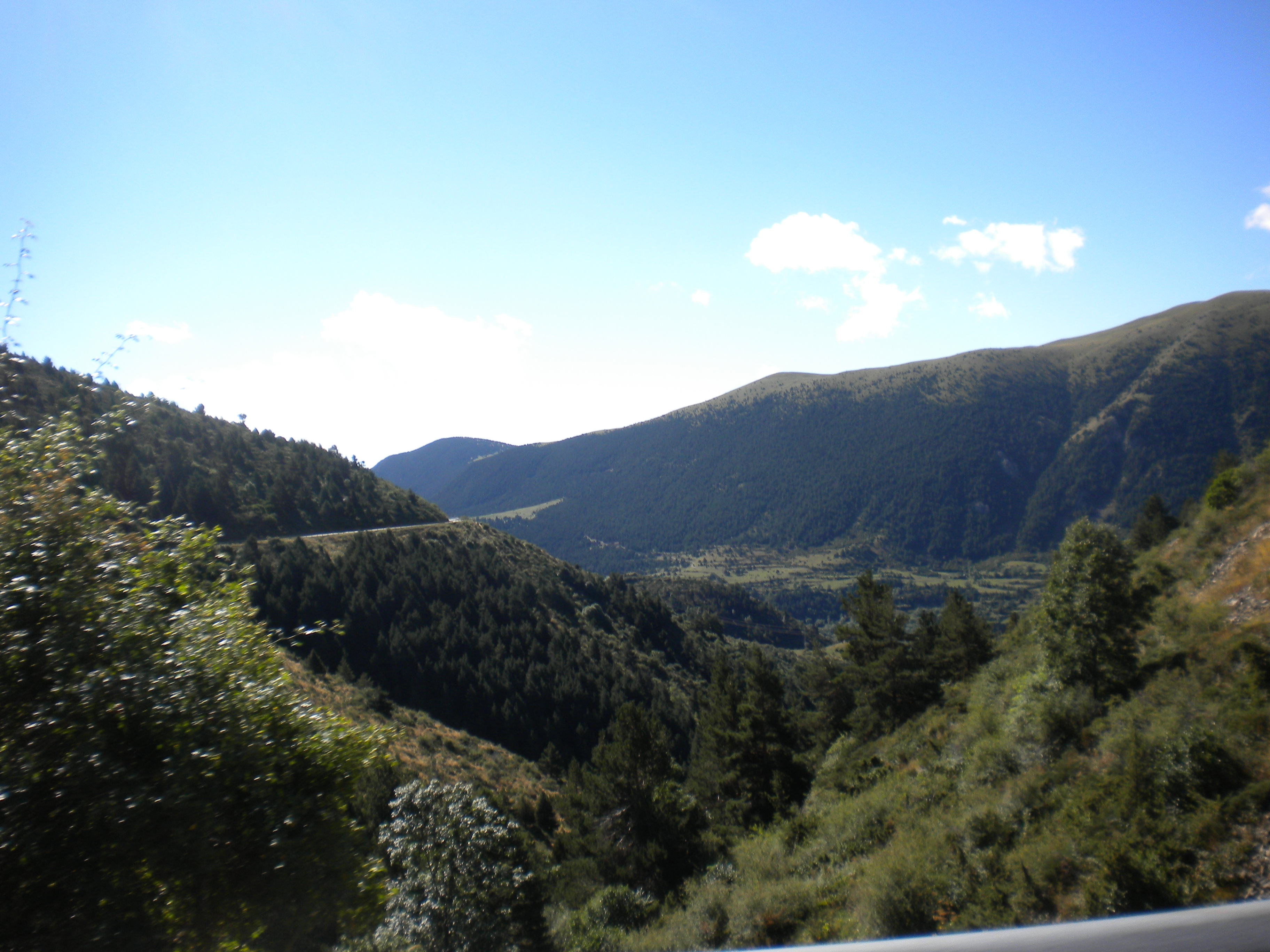
El entorno del jardín botánico de la "Serra de Montgrony".

El jardín botánico de plantas medicinales de Gombrén (en catalán Jardí Botànic de Plantes Medicinals de Gombrèn) es un jardín botánico situado en las afueras de la localidad de Gombrén, en la comarca del Ripollés, provincia de Gerona, en Cataluña (España). 
El jardín abrió sus puertas en 1995, con el objetivo de dar a conocer el mundo de las plantas medicinales.  
Este jardín botánico está tramitando su adhesión a la Asociación Ibero-Macaronésica de Jardines Botánicos.

## Colecciones
El jardín contiene alrededor de 300 especies de árboles, arbustos y hierbas, la mayoría autóctonos de la zona. Cada especie está identificada con nombre botánico y vulgar y se indica su uso o propiedades.